# コリン・グリーンウッド
コリン・チャールズ・グリーンウッド（英語: Colin Charles Greenwood, 1969年6月26日 - ）は、イギリス・オックスフォード出身のミュージシャン。
英国のロックバンド、レディオヘッドのベーシスト。シンセサイザー・ラップトップなどのテクノロジー楽器やクラベスなどのパーカッションなども扱う。同バンドのメンバーであるジョニー・グリーンウッドの実兄。全寮制のアビントン・スクールでトム・ヨークと出会い、共にジョイ・ディヴィジョンの大ファンだったということで意気投合し親交を深める。学生パンクバンド、TNTに参加後、トムとともに同バンドを脱退。その後レディオヘッドの前身となるバンド「On A Friday」を結成する。以降、共に20年以上音楽活動を続けている。

## 人物
世界で最も有名なカレッジの1つであるケンブリッジ大学卒という、メンバーの中でも屈指の高学歴の持ち主だが、本人曰く大学で学んだ事は「ハンバーガーにチーズを乗せるか乗せないかの聞き方だけ」と話している(Crossbeat誌）。メンバーで最も陽気・ジョーク好きで明るい人柄。メンバーで唯一肉食を好み、ジョニー・グリーンウッドによれば「重度のビールジャンキー」と言うほどの酒好きでもある。トムと最初に出会ったメンバーであり、バンドメンバー・共同制作者という立場以上にトムとは無二の親友。実弟のジョニーとの仲もよい。ちなみにコリンはジョニーを「ジョナサン」と呼ぶ。

## プレイスタイル
ライブではフィル・セルウェイの横にアイコンタクトをしながら張り付き、まさにリズム隊といった譜面をなぞる堅実なベースでバンドアンサンブルの土台を支えるが、フレーズそのものはアイデアに富んでいる。『ザ・ベンズ』後の休暇を利用して、一度コントラバスやフレットレスベースなどを含めた本格的なベースレッスンを受けており、（Q誌）その後の『OK コンピューター』でのプレイは、"Airbag"、"Paranoid Android"、"Climbing Up the Walls"などの楽曲に見られるように以前より印象的で楽曲をより生かすものへと進歩した。
時にシンセサイザーなども演奏し、テクノロジー楽器についての知識はメンバーでジョニーに次ぐ。奥手で演奏していてギタリスト三人に隠れていて目立たないものの、演奏パートがないときは服を着替えたりとび跳ねたりと、意外とアクションの大きいステージングも披露している。

## 私生活
1998年にアメリカ人の文芸評論家、Molly McGrannと結婚。JesseとAsaという名の2人の息子とともに、家族でオックスフォードシャーで暮らしている。